# Aeschropteryx bifilaria
Aeschropteryx bifilaria är en fjärilsart som beskrevs av Felder 1873. Aeschropteryx bifilaria ingår i släktet Aeschropteryx och familjen mätare. Inga underarter finns listade i Catalogue of Life.